# Чорний Діл
Чо́рний Діл — хребет у масиві Яловичорські гори (Українські Карпати), в південно-західній частині Чернівецької області, в межах Путильського району. 
Простягається з півдня на північ між річками Перкалабом і Саратою (витоки Білого Черемошу). Південною частиною хребта проходить українсько-румунський кордон. Максимальна висота — 1483 м (гора Чорний Діл). Складений палеозойськими кварцитами, кристалічними сланцями, вапняками. Куполоподібні вершини і круті схили, вкриті смерековими лісами, трапляються виходи вапняків. Для рослинності характерні рідкісні угруповання. На вершинах і подекуди серед лісів — полонини. 
На хребті розташований «Чорний Діл» — ландшафтний заказник загальнодержавного значення, а також «Молочнобратський ка́рстовий масив», де розташована друга за глибиною карстова печера Буковини — «Молочні браття» (глибина — 38 м, довжина — 56 м). 
Найближчий населений пункт: село Сарата. 
- Згідно з давнішими географічними джерелами, Чорний Діл належить до Мармароського масиву, і зокрема до Чивчинських гір. Проте деякі сучасні географи вважають хребет частиною Яловичорських гір.

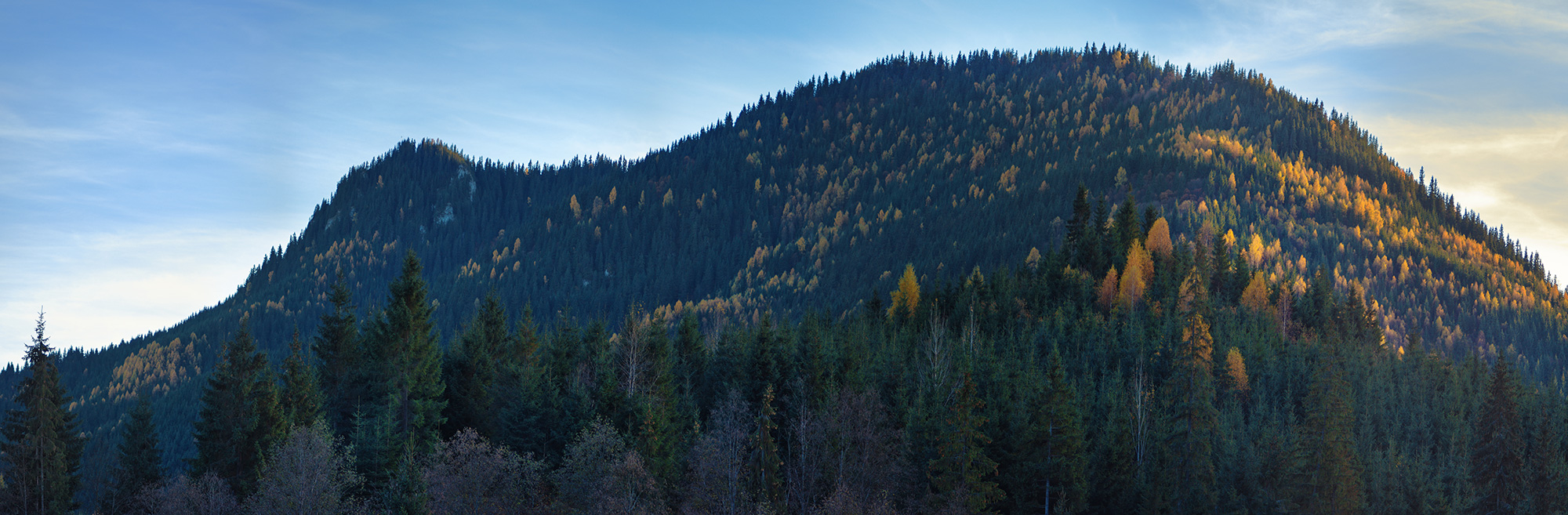